# مارتین مارینوف
مارتین مارینوف (بلغاری: Мартин Маринов؛ زادهٔ ۲۵ اکتبر ۱۹۶۷) قایقران کانو اهل بلغارستان است.